# Philippe Brandeis
Philippe Brandeis (* 18. Januar 1959 in Paris) ist ein französischer Organist.

## Leben
Brandeis studierte am Conservatoire national supérieur de musique et de danse de Paris, welches er mit fünf ersten Preisen in Harmonielehre, Kontrapunkt, Fuge, Orgel und Orgelimprovisation abschloss. 1989 gewann er den Grand Prix d’Orgue et d’Improvisation beim Concours Européen d’Orgue de Beauvais in Beauvais. 1989 begann er als Organist der Chororgel an der Kirche Madeleine. 1994 wurde er zum Titularorganist der Kirche  Sacré-Cœur de Montmartre ernannt. 1998 wurde er Organist an Saint-Louis-des-Invalides. Brandeis ist Dozent am Conservatoire national de région de Cergy-Pontoise.

## Tondokumente
- Duo Flute & Orgue. Paul Ferraris (Querflöte)  und Philippe Brandeis. LP 1978.
- Le Grand Orgue d’Argenteuil. LP 1980.
- Images pour un chemin de croix. CD 1999.
- Musique sacrée Saint-Louis des Invalides. Simion Stanciu (Panflöte) und Philippe Brandeis. CD 2009.